# 風力原動機
風力原動機（ふうりょくげんどうき）あるいは風力タービン（ふうりょくタービン、英: wind turbine）とは、風の運動エネルギーを、他の形態の機械エネルギーへ変換する機械や装置（原動機、タービン）のことである。風の運動エネルギーを回転運動の機械エネルギーに変換するものが圧倒的に多いが、振動などを利用するものも研究されてはいる。

風力タービン、風力発電機

歴史的に見ると、風車での粉ひき（あるいはかんがいなど）のように、機械エネルギーの形のままの利用が多かった。現代では、装置内に発電機を備え運動エネルギーを電力の形に変換する風力発電を行う装置の割合が増えている。これは一般的には風力発電機（ふうりょくはつでんき）や風力発電装置（ふうりょくはつでんそうち）と呼ばれている。

## 風車

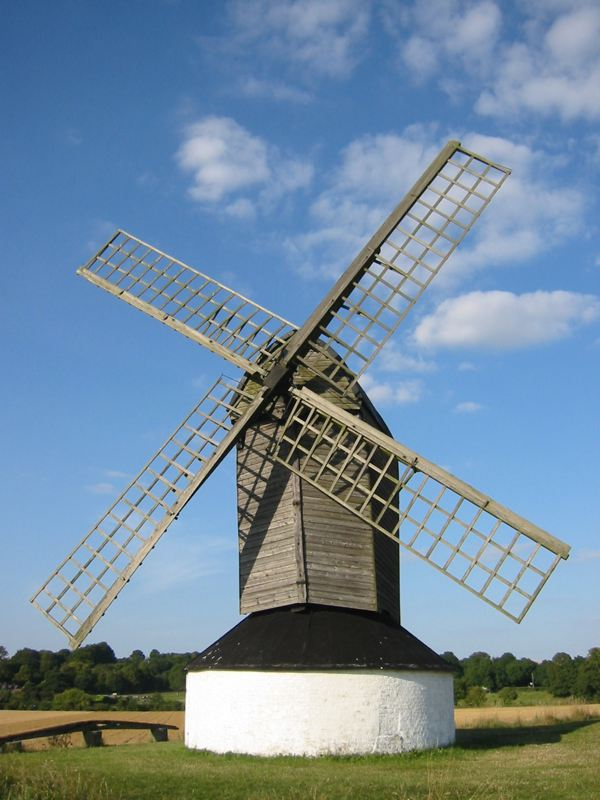
風車

風車（ふうしゃ、かざぐるま、Windmill）は、伝統的な風力原動機を言うことが多い。ヨーロッパ、特にオランダとスペインのラ・マンチャでは中世のころから使用されている。電動機や内燃機関の発達でほとんど廃れてしまったが、製粉・揚水などに使用されていた。また、風車の回転数を元に風速を測る、風速計としても使われている。オランダ式風車は、本来の使命を終えた後も各地で観光用として使われている。日本でも各地で観光用のものが存在する（ハウステンボスなど）。一方、開発途上地域への展開も行なわれている。開発途上地域に、揚水やかんがいなどの目的で、古典的な風車を現代風にアレンジしたものが技術協力として行なわれている。開発途上地域では、最新鋭の機器を持って行っても保守が出来ず、使われなくなってしまうことがある。そこで、そのような地域でも保守が可能なように、適正な技術を利用しての揚水ポンプの動力源として、風車が使われる。このような風車の中には、自動車の中古部品などを利用したものもあり、現地でのメンテナンス性を考慮している。近年では効率を高めるために界磁に超伝導磁石を使う機種も開発段階にある。

## 風力発電機

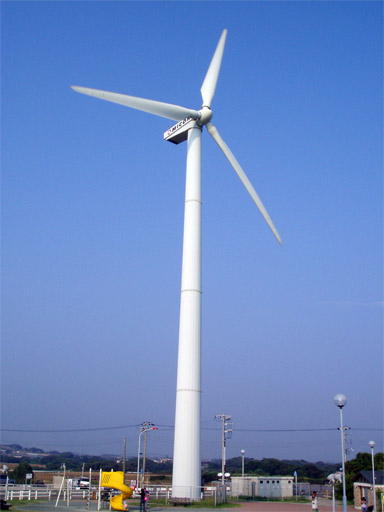
風力発電機
（神奈川県三浦市）

風力発電機は、風力発電を高効率に行うことを目指して製作されたもので風力タービン（ふうりょくタービン、wind turbine）とも呼ばれている。オイルショックの後、特に開発競争が加速した。特徴として以下のものがある。
高効率
流体力学・材料工学などの進歩を利用して高効率化している。
大型
出力あたりの費用を低くするため大型化している。
集合化
集合設置（ウインドファーム）により地点あたりの出力を大きくしている。

## 風力原動機の種類
風車、風力タービンの種類には、以下のようなものがある。

### 水平軸風車
- プロペラ風車
- セイルウイング風車
- 多翼型風車
- オランダ風車
- ループウイング型風車
- 風レンズ（洋上風力発電）風車

### 垂直軸風車

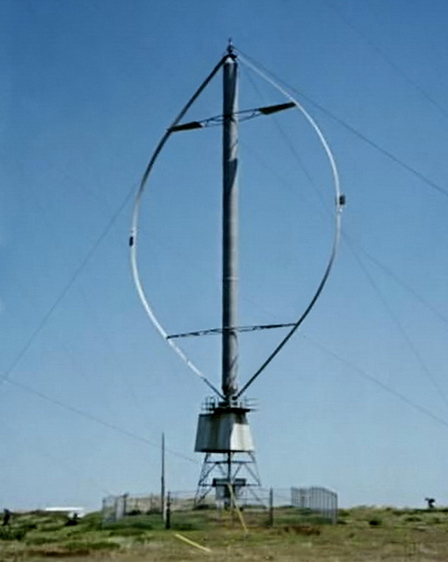
ダリウス型

- ダリウス風車（英語）
- サボニウス風車（英語版）
- ジャイロミル風車
- パドル風車
- クロスフロー風車
- S型ローター風車

### その他
- 葉巻型（ブレードレス）風車
- マグナス風車[2]

## 課題
機械稼働中に騒音が発生したり、バードストライクが起きる難点を抱えており、対策が続けられている。
詳しくは風力発電#課題を参照。

## 文献
- 清水幸丸『風力発電技術 先端技術で飛躍する風力発電』パワー社、1999年2月1日。ISBN 9784827722659。
- 清水幸丸『風力発電入門: 風の力で町おこし・村おこし地域エネルギー新時代』パワー社、2005年。ISBN 4827722749。
- 松本文雄『小型風車活用ガイド: 天与のエネルギーを受け取る』パワー社、2004年。ISBN 4827722757。
- 松本文雄『風・風車のQ＆A120: 何ゆえロマン風・風車自然を知り活かす知恵』パワー社、2002年。ISBN 4827722706。
- 金綱均、松本文雄『風力発電機製作ガイドブック』パワー社、2008年。ISBN 4827721009。
- 牛山泉、三野正洋『小型風車ハンドブック』パワー社、2004年。ISBN 4827722218。